# 1741年寬保大海嘯
1741年寬保大海嘯這是1741年8月29日（寬保元年7月19日）凌晨發生在日本海的大海嘯。原因位於北海道渡島半島以西約50公里的日本海中的渡島大島火山爆發（火山爆發指數為4級）引起的山體坍塌（包括海底）。海嘯襲擊了北海道南部的日本海沿岸、島根縣沿岸，甚至韓國的江原道。
松前藩的死亡人數尤其慘重，達2,083人。據稱這是日本海沿岸有史以來最大的海嘯之一。

## 概述
渡島大島寛保岳首次噴發始於8月18日，8月23日從北海道就可以看到噴發。到了8月25日，噴出的火山灰已經非常多，以至於陽光都被遮蔽。有些地方的火山灰厚度超過20公分。8月29日凌晨5點，島上發生第二次更猛烈的噴發，並引發了高達90公尺（300英尺）的大海嘯。海嘯席捲了日本海沿岸的許多沿海村莊和城鎮。雖然火山爆發本身沒有造成人員傷亡，但隨後引發的海嘯卻淹死了2,000多人。
據報道，海浪摧毀了上之國町50棟房屋，除一人外，其餘居民全部被淹死。石垣市雖然與日本海之間隔著一道海拔19.4公尺（64英尺）的山脊，也被海嘯吞噬。在渡島半島周圍，火山爆發產生的厚厚火山灰遮蔽了陽光，村莊陷入黑暗。海嘯在20:00至22:00之間襲擊海岸。超過729間房屋被沖毀，另有 33間房屋嚴重受損。海嘯還捲走了兩座倉庫，摧毀了25座倉庫。據報道，浪高超過9公尺（30英尺）。一份文件指出，大約有120公里（75英里）區域被淹沒，至少有1,467名居民喪生，這個數字不包括沒有留下書面記錄的當地阿伊努人居民。包括阿伊努人在內的總傷亡人數估計有超過2,000人喪生。噴發的火山附近的約1,521艘漁船和船隻也被海浪摧毀。本州島津輕市的海嘯造成140人死亡，53艘船和83棟房屋被海浪摧毀。